# Stimmkreis Bad Tölz-Wolfratshausen, Garmisch-Partenkirchen
Der Stimmkreis Bad Tölz-Wolfratshausen, Garmisch-Partenkirchen (Stimmkreis 111 seit der Landtagswahl 2017) ist ein Stimmkreis in Oberbayern. Er umfasst den Landkreis Bad Tölz-Wolfratshausen sowie die Gemeinden Farchant, Garmisch-Partenkirchen, Grainau, Krün, Mittenwald und Wallgau des Landkreises Garmisch-Partenkirchen. Wahlberechtigt waren bei der Landtagswahl vom 14. Oktober 2018 insgesamt 125.118 Einwohner.
Bekanntester Vertreter des Stimmkreises Bad Tölz-Wolfratshausen/Garmisch-Partenkirchen ist Edmund Stoiber (CSU) der von 1974 bis 2008 stets das Direktmandat gewinnen konnte. Von 2008 bis 2023 hat Martin Bachhuber (CSU) diesen Stimmkreis vertreten. Bei der Landtagswahl 2023 wurde der ehemalige Bürgermeister der Gemeinde Kochel a. See, Thomas W. Holz (CSU) als Stimmkreisabgeordneter für die 27 Gemeinden in den Bayerischen Landtag gewählt.
Im Bezirkstag wurde der Stimmkreis von 2003 bis 2008 von Dominic Stoiber vertreten – und seither vom Bürgermeister der Gemeinde Krün, Thomas Schwarzenberger. Dieser wurde nach der Bezirkstagswahl 2023 zum Bezirkstagspräsidenten Oberbayerns gewählt.

## Wahl 2023
Zur Landtagswahl 2023 traten folgende Parteien und Direktkandidaten im Stimmkreis Bad Tölz-Wolfratshausen, Garmisch-Partenkirchen an und erzielten folgende Ergebnisse:
| Nr. | Direktkandidat    | Partei           | Erststimmen in % | Gesamtstimmen in % |
| --- | ----------------- | ---------------- | ---------------- | ------------------ |
| 1   | Thomas Holz       | CSU              | 36,6             | 39,6               |
| 2   | Jakob Koch        | GRÜNE            | 13,9             | 13,9               |
| 3   | Florian Streibl   | Freie Wähler     | 21,2             | 18,2               |
| 4   | Ingo Hahn         | AfD              | 13,1             | 13,0               |
| 5   | Benedikt Hoechner | SPD              | 5,4              | 5,5                |
| 6   | Tim Sachs         | FDP              | 2,8              | 2,9                |
| 7   | Sebastian Englich | LINKE            | 1,3              | 1,2                |
| 8   | Andreas Grasegger | BP               | 2,6              | 1,9                |
| 9   | Manuel Tessun     | ÖDP              | 1,6              | 1,6                |
| 10  | Florian Merkl     | Die PARTEI       | 1,1              | 0,9                |
| 11  | -                 | Tierschutzpartei | -                | 0,4                |
| 12  | Annika Kubitzka   | V-Partei³        | 0,3              | 0,3                |
| 13  | -                 | PdH              | -                | 0,1                |
| 14  | -                 | dieBasis         | -                | 0,4                |
| 15  | -                 | Volt             | -                | 0,2                |

## Wahl 2018
Die Landtagswahl vom 14. Oktober 2018 hatte folgendes Ergebnis:
| Partei               | Direktkandidat   | Erststimmen in % | Gesamtstimmen in % |
| -------------------- | ---------------- | ---------------- | ------------------ |
| CSU                  | Martin Bachhuber | 38,4             | 40,8               |
| SPD                  | Robert Kühn      | 4,9              | 5,6                |
| Freie Wähler         | Florian Streibl  | 14.5             | 12,5               |
| GRÜNE                | Hans Urban       | 20,8             | 19,3               |
| FDP                  | Fritz Haugg      | 4,5              | 4,5                |
| LINKE                | Elmar Gehnen     | 2,1              | 2,2                |
| BP                   | Josef Lausch     | 2,7              | 2,8                |
| ÖDP                  | Markus Gampl     | 1,5              | 1,5                |
| PIRATEN              | Myriam Kaplike   | 0,5              | 0,4                |
| AfD                  | Anne Cyron       | 8,9              | 8,9                |
| mut                  | Khando Ronge     | 0,3              | 0,3                |
| Die Humanisten       | -                | -                | 0,1                |
| Die Partei           | Christian Lutz   | 0,6              | 0,5                |
| Gesundheitsforschung | -                | -                | 0,1                |
| Tierschutzpartei     | -                | -                | 0.3                |
| V-Partei³            | -                | -                | 0,3                |

Neben dem direkt gewählten Stimmkreisabgeordneten Martin Bachhuber (CSU), der den Stimmkreis seit 2008 im Parlament vertritt, wurden die Direktkandidaten von Freien Wählern (Florian Streibl), Grünen (Hans Urban) und AfD (Anne Cyron) über die Bezirkslisten ihrer Parteien in den Landtag gewählt.

## Wahl 2013
Wahlberechtigt waren bei der Landtagswahl vom 15. September 2013 insgesamt 124.901 Einwohner. Die Wahlbeteiligung lag bei 66,2 %. Die Wahl hatte folgendes Ergebnis:
| Partei       | Direktkandidat     | Erststimmen in % | Gesamtstimmen in % |
| ------------ | ------------------ | ---------------- | ------------------ |
| CSU          | Martin Bachhuber   | 51.4             | 54.6               |
| SPD          | Paul Lehmann       | 13.2             | 15.1               |
| Freie Wähler | Florian Streibl    | 14.5             | 10.2               |
| GRÜNE        | Andreas Morr       | 6.7              | 6.7                |
| BP           | Hans-Anton Leistl  | 4,6              | 4.2                |
| FDP          | Volker Koschay     | 3.0              | 3.3                |
| ÖDP          | Herbert Stöckl     | 2.7              | 2.2                |
| PIRATEN      | Gerhard Döbereiner | 1.7              | 1.6                |
| LINKE        | Uwe Schulz         | 1.5              | 1.4                |
| REP          | Gottfried Schubert | 0,7              | 0,6                |
| Die FREIHEIT | -                  | -                | 0.1                |
| BüSo         | -                  | -                | 0,0                |

## Wahl 2008
Bei der Landtagswahl 2008 waren im Stimmkreis 123.423 Einwohner wahlberechtigt. Die Wahlbeteiligung lag bei 58,9 %. Die Wahl hatte folgendes Ergebnis:
| Partei       | Direktkandidat      | Erststimmen in % | Gesamtstimmen in % |
| ------------ | ------------------- | ---------------- | ------------------ |
| CSU          | Martin Bachhuber    | 45,9             | 45,6               |
| SPD          | Manfred Miosga      | 11,0             | 12,3               |
| GRÜNE        | Lucia Schmidt       | 8,3              | 9,5                |
| Freie Wähler | Florian Streibl     | 14,3             | 12,8               |
| FDP          | Gerald Jeserer      | 9,6              | 9,6                |
| REP          | Robert Deisböck     | 0,7              | 0,7                |
| ödp          | Josef Maier         | 1,6              | 1,5                |
| BP           | Hansjörg Barth      | 4,5              | 3,8                |
| LINKE        | Thekla Leininger    | 3,0              | 2,9                |
| VIOLETTE     | Stephan Peter Sterk | 0,4              | 0,4                |
| NPD          | Waldemar Horn       | 0,7              | 0,8                |